# Harmonia (visual novel)
Harmonia (Nhật: ハルモニア) là một visual novel Nhật Bản lấy chủ đề hậu tận thế phát triển bởi Key, một thương hiệu thuộc Visual Art's. Trò chơi phát hành ngày 23 tháng 9 năm 2016 dành cho hệ điều hành Windows cài đặt nền tảng Steam, và được ra mắt bản tiếng Anh trước bản tiếng Nhật. Giống như một trong các trò chơi trước của Key là planetarian ~Chiisana Hoshi no Yume~, Harmonia được định nghĩa là một "kinetic novel", vì lối chơi của nó không có tính tương tác và từ đó không thể đi theo một cốt truyện phân nhánh, đồng nghĩa không có các kết thúc khác nhau. Thay vào đó, người chơi chỉ cần đọc các văn bản xuất hiện trên màn hình và thưởng thức kịch bản từ đầu đến cuối.

## Phát triển và phát hành
Harmonia là visual novel thứ 12 của Key và là "kinetic novel" thứ hai sau planetarian ~Chiisana Hoshi no Yume~. Đạo diễn trò chơi là Kai, cũng là người viết kịch bản game cùng với Nakamura Tsuzuru; nhóm trợ lý biên kịch gồm Misaki Jun và Ogura Masayuki. Kai đã gắn bó nhiều năm với Key qua một số dự án phát triển game như CLANNAD, Kud Wafter và Angel Beats!, còn Misaki được biết đến như tác giả của loạt light novel Hundred; cả Kai và Misaki đều là nhân viên của công ty mẹ Visual Art's và đang làm việc tại các thương hiệu chị em với Key. Nakamura từng tham dự cuộc thi viết KineticNovel Grand Prix lần thứ nhất do Visual Art's tổ chức vào năm 2010 nhưng không đoạt giải; trong khi Ogura ghi dấu ấn qua một số tiểu thuyết dựa theo các tác phẩm của Key, được xuất bản dưới ấn hiệu VA Bunko của Visual Art's.
Chỉ đạo nghệ thuật và thiết kế nhân vật trong game là Hinoue Itaru, một trong hai họa sĩ chính của Key kiêm đồng sáng lập công ty. Harmonia là tác phẩm cuối cùng Hinoue thực hiện dưới danh nghĩa nhân viên Key trước khi từ chức vào tháng 9 năm 2016. Phần âm nhạc do Orito Shinji—một trong các nhà soạn nhạc chính của Key—và Mizutsuki Ryō—người đóng góp một số bản nhạc cho visual novel Rewrite—đảm nhận. Nhạc phẩm chủ đề của visual novel là "Todoketai Melody" (届けたいメロディ) do Kitazawa Ayaka thể hiện, ngoài ra trò chơi còn có một ca khúc nền khác là "Towa no Hoshi e" (永遠の星へ) của Shimotsuki Haruka. Đĩa đơn gồm hai bài hát này đã phát hành ngày 11 tháng 4 năm 2015 bởi Key Sounds Label trong sự kiện KSL Live World: Way to the Angel Beats! -1st-.
Harmonia được công bố lần đầu tiên vào ngày 1 tháng 4 năm 2015 nhằm kỷ niệm 15 năm thành lập Key. Trò chơi có mặt trên Steam Greenlight vào tháng 10 năm 2015 và trải qua nhiều lần trì hoãn phát hành. Harmonia cuối cùng chính thức ra mắt vào ngày 23 tháng 9 năm 2016 dành cho hệ điều hành Windows cài đặt nền tảng Steam, và phát hành bản tiếng Anh trước bản tiếng Nhật.